# Nemosoma fasciata
Nemosoma fasciata is een keversoort uit de familie schorsknaagkevers (Trogossitidae). De wetenschappelijke naam van de soort werd in 1868 gepubliceerd door Léon Marc Herminie Fairmaire.